# Плужины
Плужины (белор. Плужыны) — деревня в Кореличском районе Гродненской области Белоруссии.
Находится в 4-х км восточнее озера Свитязь.
Входит в состав Райцевского сельсовета.
Родина Франца Павловича Гастылы, отца Николая Гастелло — советского военного летчика, Героя Советского Союза.